# Burgstall Schlechtenkulm

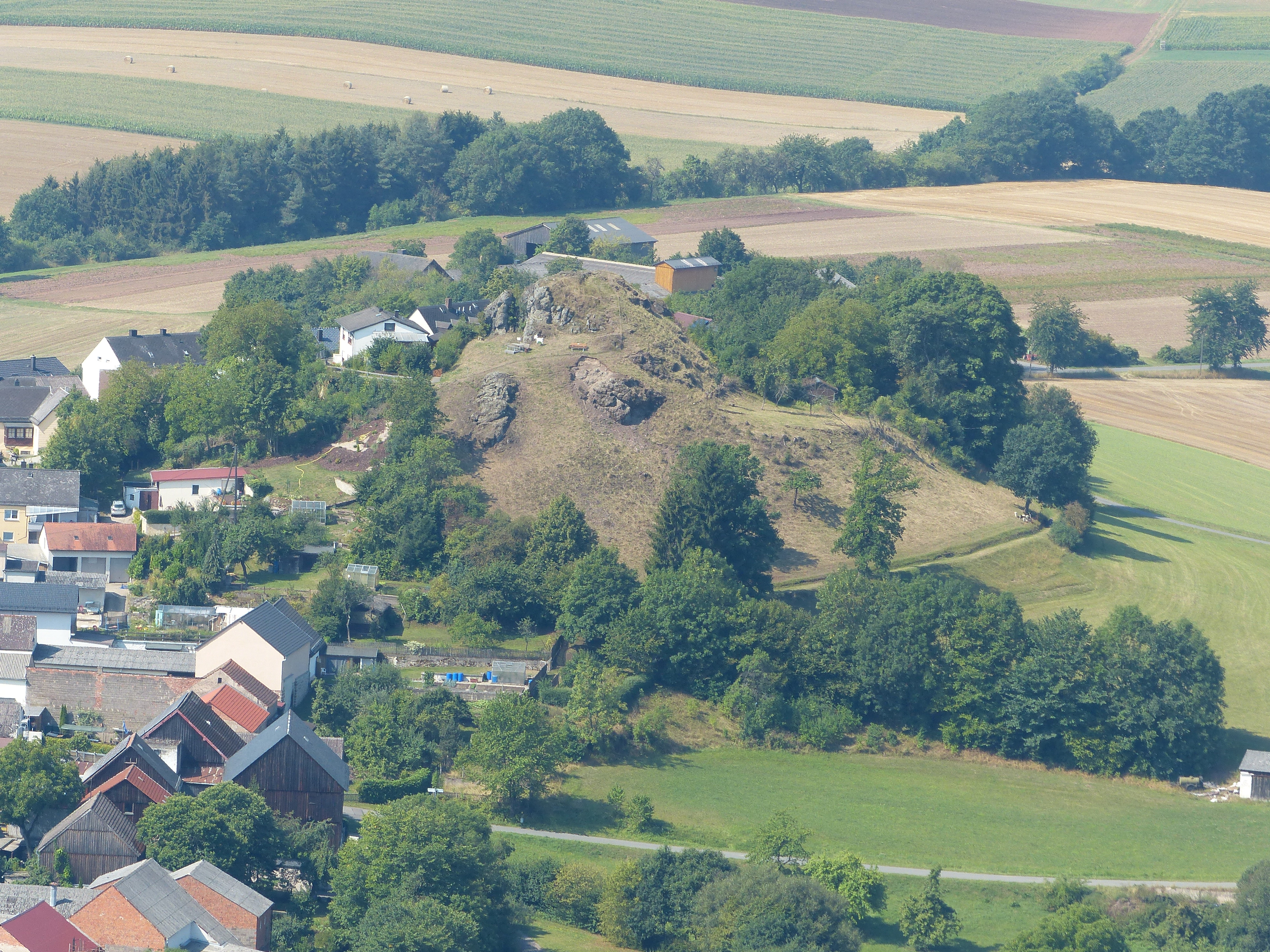
Plateau des Kleinen Kulms in unmittelbarer Nähe der Stadt

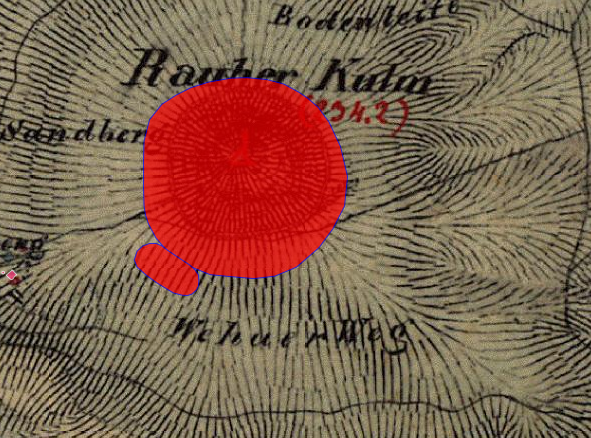
Lageplan von Burgstall Schlechtenkulm auf dem Urkataster von Bayern

Der Burgstall Schlechtenkulm ist eine abgegangene Höhenburg auf dem Kleinen Kulm bei Neustadt am Kulm im Landkreis Neustadt an der Waldnaab in Bayern. Die Anlage wird als Bodendenkmal unter der Aktennummer D-3-6137-0050 im Bayernatlas als „Höhensiedlungen der Frühbronzezeit, der Urnenfelderzeit, der Frühlatènezeit und des Frühmittelalters, vor- und frühgeschichtlicher Ringwall, mittelalterlicher Burgstall“ geführt.
Schlechtenkulm ist eine andere Bezeichnung für den Kleinen Kulm in Abgrenzung zum Rauhen Kulm. Von dem Burgstall Schlechtenkulm sind nur noch Geländespuren sichtbar.

## Geschichte
Über die Entstehung der hochmittelalterlichen Burg gibt es keine gesicherten Quellen. Aus der Stiftungsurkunde des Benediktinerklosters Michelfeld bei Auerbach aus dem Jahr 1119 geht zwar hervor, dass der Leutenberger Bucco de Culmen einen Ansitz auf einem der beiden Kulme hatte. Er wäre damit der erste wissenschaftlich belegte Burgherr. Es ist jedoch unklar, ob der Rauhe Kulm oder der Kleine Kulm gemeint ist. Denkbar aber unwahrscheinlich ist, dass es sich um ein Gebäude in der Ortschaft Kulmain gehandelt hat. Bei Grabungen wurden Scherben, Pfeilspitzen, Kreuze und Münzen aus dieser Zeit ans Tageslicht befördert.
Als Neustadt im Jahr 1462 während des Fürstenkriegs in Brand gesetzt wurde, flüchteten seine Bürger in die Burg auf dem Kleinen Kulm. Burg Schlechtenkulm blieb damals unversehrt.
Im Zweiten Markgrafenkrieg wurde die Burg ebenso wie die Burg Rauhenkulm auf dem Rauhen Kulm 1554 unter Markgraf Albrecht II. Alcibiades zerstört. Vor der Zerstörung wurden beide Burgen etwa ein Jahr lang von Truppen der Reichsstadt Nürnberg, Bambergs, Würzburgs und Bayerns unter Führung des churfürstlichen Landrichters Hans Umseher von Waldeck belagert und die Bewohner ausgehungert. Später wurde ein Teil der Steine der mittelalterlichen Wälle beider Burganlagen zur Verstärkung der Stadtmauern der Stadt Neustadt verwendet.